# 山本巧 (野球)
山本 巧（やまもと たくみ、1972年〈昭和47年〉 - ）は、日本の教育者、高校野球指導者。兵庫県立社高等学校硬式野球部監督、地歴科教諭。兵庫県多可町出身。

## 経歴・人物
高校時代は社高校で、一塁手としてプレー。卒業後は民間会社勤務や学校職員などを経て佛教大で教員免許を取得した。
教員免許取得後は、西脇工業高校、小野高校の硬式野球部で監督を務め、小野では2008年夏の西兵庫大会で8強入りを果たした。
2014年春には社高校に赴任し、硬式野球部副部長に就き、同年夏からは橋本智稔前監督が顧問となり、監督に就任した。両氏は小野高校でも共に教職員として働いていた時期があり、旧知の仲である。
2021年、秋季兵庫県大会で、就任後初の県大会優勝・近畿大会出場（学校としては2003年以来18年ぶり）を果たした。
2022年、夏の選手権兵庫大会で決勝まで勝ち進み、延長14回タイブレークの激闘の末、神戸国際大を破り、学校としても監督自身も初の夏甲子園での選手権大会出場を勝ち取った。
新チームで迎えた同年の秋季兵庫県大会は3位、秋季近畿大会では8強入りした。この8強入りが評価され、2023年、春選抜の出場校に選出された（学校としては2004年以来19年ぶり2回目）。
2023年、夏の選手権兵庫大会連覇を達成し、夏としては2年連続2回目、また初の春夏連続の甲子園出場を勝ち取った。